# Палозеро (озеро, Вологодская область)
Палозеро — небольшое пресноводное озеро в Вытегорском районе Вологодской области России. На северном берегу Палозера расположен одноимённый населённый пункт.
Площадь — не более одного квадратного километра. Имеет вытянутую форму, протягивается с северо-запада на юго-восток вдоль трассы Р37.
Средняя глубина — 1,8 метра, наибольшая — 5 метров.